# نوريهيتو سوميتومو
نوريهيتو سوميتومو (住友紀人 سوميتومو نوريهيتو) هو موسيقي ياباني ولد في 27 فبراير 1964م في كوماتسوشيما، توكوشيما.

## أعماله في السينما اليابانية
- ثيرماي روماي
- ثيرماي روماي 2

## أعماله في الدراما اليابانية
- مطر منتصف الليل
- الموعد〜ماهو شعور الوقوع في الحب〜

## أعماله في الأنمي

### مسلسلات أنمي تلفزيونية
- شيكاباني هيمي: أكا
- شيكاباني هيمي: كورو
- دراغون بول كاي (فصل ماجين بو)
- دراغون بول سوبر

### أفلام أنمي
- دراغون بول Z: معركة الخوارق
- دراغون بول Z: إعادة إحياء "F"
- دراغون بول سوبر: برولي
- أسورا (بالتعاون مع يوشيهيرو إيكي وسوسومو أويدا)

## أعماله في ألعاب الفيديو
- جران توريزمو 6

## وصلات خارجية
- نوريهيتو سوميتومو على موقع IMDb (الإنجليزية)
- نوريهيتو سوميتومو على موقع ميوزك برينز (الإنجليزية)
- نوريهيتو سوميتومو على موقع أول ميوزيك (الإنجليزية)
- نوريهيتو سوميتومو على موقع ديسكوغز (الإنجليزية)
- نوريهيتو سوميتومو على موقع قاعدة بيانات الفيلم (الإنجليزية)

- صفحة IMDb